# Зигфрид II фон Тьоринг
Зигфрид II фон Тьоринг (на немски: Siegfried II/Seyfried II von Törring; † 28 септември 1421) е благородник от старата благородническа фамилия Тьоринг от Бавария, господар в Нойдег и Пертенщайн (част от град Траунройт) в Горна Бавария.
Той е син на Освалд I фон Тьоринг, господар в Анценкирхен, капитан на Залцбург († 4 април 1418) и съпругата му Урсула фон Лайминг († 1429), дъщеря на Конрад фон Лайминг, господар на Амеранг и Форхтенек (* ок. 1330) и Мехтелд фон Муор (* ок. 1333). Внук е на Йохан III фон Тьоринг († 1380) и Анна (Агнес) фон Анценкирхен.
Зигфрид II фон Тьоринг е убит в битка на 28 септември 1421 г.

## Фамилия
Зигфрид II фон Тьоринг се жени ок. 1410 г. за Анна фон Вембдинг (* ок. 1389; † пр. 1413 или 1415), вдовица на Куно фон Лайминг († пр. 1410), дъщеря на Зайфрид фон Вемдинг. Те имат дъщеря:
- Клара Елизабет фон Тьоринг († сл. 1455), омъжена ок. февруари 1436 г. за Йохан III фон Абенсберг, фогт фон Рор († 1474)

Зигфрид II фон Тьоринг се жени втори път ок. 1417/ок. 1419 г. за Клара фон Фраунберг († сл. 1438), дъщеря на Вилхелм IV фон Фраунберг, господар на Хайденбург и Маргарета фон Ахайм цу Вилденау. Те имат две деца:
- Клара Елизабет II фон Тьоринг († сл. 1471), омъжена I. на 3 октомври 1436 г. за граф Хайнрих V фон Ортенбург († 4 юли/6 октомври 1449), II. 1452 г. за фрайхер Ханс IV фон Дегенберг 'Младия' († 1487/пр. 7 август 1491)
- Георг III фон Тьоринг († 6 май 1476), господар на Щайн, Нойдег и Пертенщайн, женен на 25 юни 1451 г. в Мюнхен за фрайин Агнес фон Рехберг († 1489); имат син